# Yakalelo
Singles de Nomads
Selibabi
(1998)
Pistes de Better World
Orida
(11)
Yakalelo est une chanson du groupe Nomads sortie en mai 1998. 1er single extrait de l'album Better World, la chanson a été écrite par Laurent Dafurio, Philippe Jakko, Earl Talbot et produite par Philippe Jakko. Yakalelo est le seul succès du groupe et est devenu l'un des tubes de l'été 1998 en Europe, le single se classe numéro 2 en France. Selon Hamidou Takdjout, Yakalelo ne signifie rien, « c'est comme si on disait tralala ».
Le clip a été tourné dans le désert marocain, à Erfoud, dans la région de Meknès-Tafilalet.
Le clip "YAKALELO 2018 - 20 ans après" a été tourné à Besançon, France, à Chicago, à Guernesey, et à Alger. Il met en scène les membres du groupe 20 ans après autour d'une fête d'été entre amis.

## Instruments
- Philippe Jakko / Jacquot : guitare, claviers, composition, réalisation
- Laurent Dafurio : claviers, composition
- Ahmed "Hamidou" Takdjout : chant, ghaïta, violon, luth
- Earl A. Talbot: chanteur, parolier
- Fabrice Troutier "Fab.T" : programs, samples, percussion
- J.C. Masson : basse

## Classement hebdomadaire
| Classement (1998)                       | Meilleure position |
| --------------------------------------- | ------------------ |
| France (SNEP)                           | 2                  |
| Pays-Bas (Nederlandse Top 40)           | 10                 |
| Belgique (Wallonie Ultratop 50 Singles) | 4                  |
| Pologne[réf. nécessaire]                | 1                  |

## Certification
| Région                                                                                                 | Certification | Ventes/Streams |
| --- | ------------- | -------------- |
| France (SNEP)                                                                                          | Diamant       |                |
| *Ventes selon la certification ^Mise en rayon selon la certification xNon précisé par la certification |               |                |

## Autres versions
Le Festival Roblès a parodié la chanson en Yakdelolo et À l'apéro.
Le groupe "Collectif Métissé" reprend Yakalelo avec un clip et promo à TF1, septembre 2014.
Le rappeur SDM a repris également cette chanson